# يسينجو
يسينجو ( 
نطق فرنسي: [isɛ̃ʒo]  ( أنصت)
؛ ( بالقسطانية: Sinjau) هي بلدية وقائمقامية في مقاطعة هوت لوار في جنوب وسط فرنسا. تقع بين لو بوي أون فيلاي و فيرميني.

## الجغرافيا
يتدفق نهر ليقنون دي فيلاي عبر بلدية يسينجو.

## أنظر أيضا
- كوميونات مقاطعة هوت لوار